# Козмодемянск
Козмодемянск (на руски: Козьмодемьянск; на марийски: Чыкма) е град в Русия, разположен в градски окръг Козмодемянск, автономна република Марий Ел. Той е административен център на Горномарийски район. Населението на града към 1 януари 2018 е 20 216 души.